# ولریسم

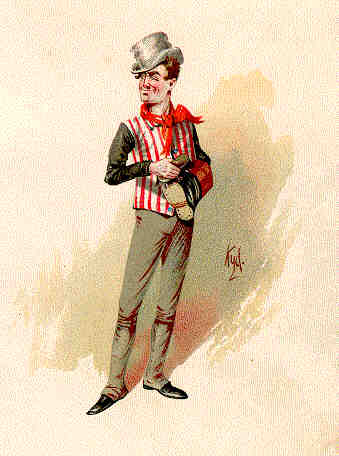
نقاشی از یک ولریسم

ولریسم (wellerism) بذله‌گویی بر اساس نقل قول‌های معروف است.
ولریسم‌ها به‌نام‌های: امثال نقل‌قولی - مثالی - طنزی - توجیهی - تـَعَرُضی و کنایه‌ای خوانده می‌شوند. این امثال، همگی تحت نام ولریسم معروفند.

## وجه تسمیه
ساموئل ولر* نام یکی از قهرمانان کتاب پیک ویکر* اثر نویسنده انگلیسی، چارلز دیکنس* می‌باشد. آقای ولر ضمن به‌کار بردن امثال و حکم در هر موقعیتی که ایجاب نماید، تعلیقاتی نیز بر آن می‌افزاید.
چارلز دیکنز جوان (۲۵ ساله)، در تاریخ ۱۸۳۷ با نوشتن این کتاب، شاخه‌ای از امثال و حکم را ابداع نمود. این نوع امثال بدون تغییر در ساختار آن، به‌زبان آورده شده و سپس اضافاتی بر آن الصاق می‌گردد. این اضافات دارای خصلت تأیید کننده یا توضیحی، یا دفاعی بوده یا اینکه محتوای مَثـَل را مورد تردید قرار می‌دهد.

## پراکندگی جغرافیایی ولریسم
مرکز ثقل جغرافیائی «ولریسم» جنوب آلمان، اطراف رودخانه راین، کشور هلند، کشورهای اسکاندیناوی، انگلستان و آسیای صغیر است. این نوع ضرب‌المثل در اروپا وسعت یافته، به‌خصوص روزنامه‌ها و نشریات مختلف در رواج آن مؤثر هستند. دلیل رشد ولریسم و محبوبیت آن احتمالأ جنبه طنز و هزل آن است. در جوامعی که هنوز سانسور نشریات و مقالات سیاسی-اجتماعی در دستور کار قرار دارد، استفاده از ولریسم مَفـَری مناسب برای گذر از تور سانسورچی‌ها است.
قابل توجه، این‌که بازیگران ولریسم همان چهره‌های آشنا در ادبیات مردمی هستند، مانند: کشیش، راهبه، روستائی، فقیه، حاکم، ابلیس، ملانصرالدین، بهلول و اویلنشپیگل*. مثال:
- «اول بچش بعد بگو بی نمک است! کشیش به راهبه گفت.»

بخش اول جملهٔ فوق یک اصطلاح ضرب‌المثلی است که با افزودن بخش دوم در پی آن، به‌طنز تبدیل شده‌است.
در ولریسم گاهی اوقات از نام حیوانات هم استفاده می‌شود.